# Trincee - Confidenze di un fante
Trincee - Confidenze di un fante è un libro che racconta in maniera autobiografica le memorie del tenente di fanteria Carlo Salsa durante i quindici mesi di permanenza sul fronte del Carso durante la prima guerra mondiale, prima di essere ferito ed esser fatto prigioniero dall'esercito austro-ungarico.
Il libro fu pubblicato per la prima volta nel 1924 presso Sonzogno, ed ebbe varie edizioni e ristampe sino al 1945, per poi venire dimenticato sino al 1982, quando fu ristampato da Mursia.
Nel testo trovano molto spazio i dialoghi tra i soldati, i loro canti, i loro pensieri e le loro paure; vengono descritti con precisione anche gli stati d'animo soprattutto in funzione degli ordini che arrivano dall'alto e che decidono della sorte dei soldati stessi. Salsa descrive tutto ciò in modo schietto, talvolta anche tragicomico, ponendo in risalto il fatto che molto spesso gli ordini e la morte dei soldati non hanno nulla di glorioso o epico, ma anzi si scontrano con l'incapacità e la codardia dei comandanti che promulgano ordini insensati a distanza di sicurezza dalla prima linea, nella quale molti di loro non hanno mai messo piede.
L'autore spende anche molto nella descrizione della misera condizione in cui versano i soldati nella trincea, modesto riparo, spesso inutile, che costringe gli uomini a una quasi totale immobilità, sempre sotto il tiro dei cecchini, nel fango e nel lezzo dei cadaveri. 
Il libro inizia la sua narrazione dal momento in cui Salsa lascia la scuola ufficiali aspettando di essere inviato al fronte, per poi evolvere la descrizione dei fatti parallelamente agli spostamenti che il tenente effettua lungo la linea del fronte, e che lo portano nelle zone del San Michele, del Mrzli dell'Ermada e infine nel campo di prigionia austriaco.

## Edizioni
- Trincee: Confidenze di un fante, Sonzogno, Milano, 1924
- Trincee (confidenze di un fante), Sonzogno, Milano, 1926
- Trincee: confidenze di un fante, Sonzogno, Milano, 1927
- Trincee: confidenze di un fante, Sonzogno, Milano, 1930
- Trincee, Sonzogno, Milano, 1934
- Trincee, Sonzogno, Milano, 1936
- Trincee, Sonzogno, Milano, 1945 (rist.)
- Trincee: confidenze di un fante, Mursia, Milano, 1982 (rist.)
- Trincee - Confidenze di un fante, Mursia, Milano, 1995 (rist.), ISBN 978-88-4251-8099
- Trincee: confidenze di un fante, Mursia, Milano, 2007 (rist.)
- Trincee: confidenze di un fante, Corriere della Sera, 2016 (rist.)